# Campeonato de Tercera División de Ascenso por ANAFA 1985
El Campeonato de Fútbol de Tercera División de ANAFA 1985, fue la edición número 6 de la (Tercera División de Ascenso) en disputarse, organizada por la Asociación Nacional de Fútbol Aficionado.
Este campeonato constó de 98 equipos a nivel regional debidamente inscritos en la Asociación Nacional de Fútbol Aficionado (ANAFA). Ya que de 1980- 82 se llamaba Segunda División B de la Asociación Costarricense de Fútbol Aficionado COFA (ACOFA).
Como dato muy importante a este campeonato se le llamó de Tercera de Ascenso, ya que en aquel entonces ANAFA tenía también en sus funciones la  ANAFA tenía también en sus funciones la (2.ª. División B Aficionada) 1985. De esta manera se podía diferenciar uno del otro y su nivel competitivo, siendo ambos de excelente calidad futbolística.

En la provincia de Heredia, región 9 queda campeón el Club Deportivo España de San Josecito en San Isidro, sin embargo Santa Bárbara fue el mejor equipo en sus inicios. Desde la eliminatoria distrital, cantonal e interregional de su Grupo Oeste. Pero es muy fluctuoso en su ritmo de juego contra los otros clubes finalistas.

## La clasificación por la Tercera División de Ascenso se dividió en 16 Regiones en todo el país
| 3.ª. División de Ascenso por (Región 1) | 3.ª. División de Ascenso por (Región 1) |
| --------------------------------------- | --------------------------------------- |
| 1                                       | A.D. ENVACO de Limón                    |
| 2                                       | A.D. Cooperativa Bataán                 |
| 3                                       | A.D. Oro de Valle La Estrella           |
| 4                                       | C.D. Lilán de Talamanca                 |

| 3.ª. División de Ascenso por (Región 2) | 3.ª. División de Ascenso por (Región 2)    |
| --------------------------------------- | ------------------------------------------ |
| 1                                       | Municipal Guácimo                          |
| 2                                       | Deportivo Alianza San Rafael de la Colonia |
| 3                                       | Deportivo Cruz Azul de Ticabán             |
| 4                                       | Deportivo Cali de Guápiles                 |
| 5                                       | C.Atlético Guajira                         |
| 6                                       | Deportivo San Luis del Bosque              |
| 7                                       | Santa Rosa F.C                             |
| 8                                       | Deportivo The Smurfs                       |
| 9                                       | Selección de Pocora                        |

| 3.ª. División de Ascenso por (Región 3) | 3.ª. División de Ascenso por (Región 3)       |
| --------------------------------------- | --------------------------------------------- |
| 1                                       | A.D. Independiente de Santa Rosa de Turrialba |
| 2                                       | A.D. Independiente La Francia de Siquirres    |
| 3                                       | A.D. Pejibaye de Tucurrique                   |
| 4                                       | A.D. Choferes de Juan Viñas                   |

| 3.ª. División de Ascenso por (Región 4) | 3.ª. División de Ascenso por (Región 4) |
| --------------------------------------- | --------------------------------------- |
| 1                                       | A.D. Asturias de Oreamuno de Cartago    |
| 2                                       | A.D. Santa María de Dota                |
| 3                                       | A.D. Municipal Barquero                 |
| 4                                       | A.D. El Guarco                          |
| 5                                       | A.D. El Carmen de Cartago               |
| 6                                       | C.D. Costa Rica                         |
| 7                                       | Valencia F.C                            |
| 8                                       | A.D. Municipal León Cortes              |

| 3.ª. División de Ascenso por (Región 5) | 3.ª. División de Ascenso por (Región 5)          |
| --------------------------------------- | ------------------------------------------------ |
| 1                                       | A.D. Alto de La Trinidad de Moravia              |
| 2                                       | A.D. Don John de Goicoechea                      |
| 3                                       | A.D. Independiente de San Pedro de Montes de Oca |
| 4                                       | Deportivo Juan XXIII de Curridabat               |
| 5                                       | A.D. Linda Vista de Tibás                        |
| 6                                       | C.S. San Antonio de Coronado                     |

| 3.ª. División de Ascenso por (Región 6) | 3.ª. División de Ascenso por (Región 6)               |
| --------------------------------------- | ----------------------------------------------------- |
| 1                                       | Selección de Pérez Zeledón A.D. Pilas de Buenos Aires |
| 2                                       | A.D. Terrazú                                          |
| 3                                       | Selección de Buenos Aires                             |
| 4                                       | Palmar Norte                                          |

| 3.ª. División de Ascenso por (Región 7) | 3.ª. División de Ascenso por (Región 7)       |
| --------------------------------------- | --------------------------------------------- |
| 1                                       | A.D. Aduana Universal de Barrio México        |
| 2                                       | Argentino Junior de San Francisco de Dos Ríos |
| 3                                       | A.D. Aserrí J.R                               |
| 4                                       | A.D. Barrio Cuba                              |
| 5                                       | U.D. San Gerardo de Zapote                    |
| 6                                       | A.D. Alajuelita                               |
| 7                                       | C.D. Indio de Paso Ancho                      |
| 8                                       | Sporting Café de San Antonio de Desamparados  |

| 3.ª. División de Ascenso por (Región 8) | 3.ª. División de Ascenso por (Región 8)       |
| --------------------------------------- | --------------------------------------------- |
| 1                                       | A.D. Amigos de Puriscal                       |
| 2                                       | Real A.D. San Bosco Pavas                     |
| 3                                       | A.D. Doble M de Santa Ana                     |
| 4                                       | A.D. Centro Deportivo Ubaldo Cháves de Escazú |
| 5                                       | Deportivo Alemán de La Uruca                  |
| 6                                       | A.D. Ciudad Colón                             |
| 7                                       | A.D. Hatillo                                  |
| 8                                       | A.D. Turrubares                               |
| 9                                       | C.S. San Luis de Sagrada Familia              |

| 3.ª. División de Ascenso por (Región 9) | 3.ª. División de Ascenso por (Región 9)             |
| --------------------------------------- | --------------------------------------------------- |
| 1                                       | C.D. España de San Josecito (San Isidro de Heredia) |
| 2                                       | C.D. Bravo Rafaeleño (San Rafael de Heredia)        |
| 3                                       | A.D. Municipal Los Rebeldes (Barva de Heredia)      |
| 4                                       | C.D. Jorge Muñóz Corea (Heredia Centro)             |
| 5                                       | Selección de Santa Bárbara                          |
| 6                                       | C.D. Condor de San Francisco (Heredia Centro)       |
| 7                                       | C.D. Yurusty (Santo Domingo de Heredia)             |
| 8                                       | A.D. Independiente La Rusia (San Joaquín de Flores) |
| 9                                       | La Ribera F.C (San Antonio de Belén)                |
| 10                                      | Selección de La Puebla (San Pablo de Heredia)       |

| 3.ª. División de Ascenso por (Región 10) | 3.ª. División de Ascenso por (Región 10) |
| ---------------------------------------- | ---------------------------------------- |
| 1                                        | A.D. El Roble de Alajuela                |
| 2                                        | Rincón de Zaragoza (Palmares F.C)        |
| 3                                        | A.D. Municipal Grecia                    |
| 4                                        | A.D. San Rafael de Alajuela              |
| 5                                        | C.A. de San Ramón                        |
| 6                                        | C.D. Villa Hermosa                       |
| 7                                        | C.D. La Navideña de Carrillos de Poás    |
| 8                                        | Selección de San Antonio de Naranjo      |

| 3.ª. División de Ascenso por (Región 11) | 3.ª. División de Ascenso por (Región 11) |
| ---------------------------------------- | ---------------------------------------- |
| 1                                        | A.D. Muelle Grande F.C de San Carlos     |
| 2                                        | A.D. Sarchí                              |
| 3                                        | A.D. Los Chiles                          |
| 4                                        | Municipal Upala                          |

| 3.ª. División de Ascenso por (Región 12) | 3.ª. División de Ascenso por (Región 12) |
| ---------------------------------------- | ---------------------------------------- |
| 1                                        | A.D. La Solaina de Tilarán               |
| 2                                        | Selección de Liberia)                    |
| 3                                        | Selección de Bagaces                     |
| 4                                        | Selección de Abangares                   |

| 3.ª. División de Ascenso por (Región 13) | 3.ª. División de Ascenso por (Región 13) |
| ---------------------------------------- | ---------------------------------------- |
| 1                                        | A.D. Municipal Cañas                     |
| 2                                        | Nandayure F.C                            |
| 3                                        | Selección de Nicoya                      |
| 4                                        | A.D. Santa Cruz                          |
| 5                                        | A.D. Hojancha                            |

| 3.ª. División de Ascenso por (Región 14) | 3.ª. División de Ascenso por (Región 14) |
| ---------------------------------------- | ---------------------------------------- |
| 1                                        | A.D. Santa Elena de Guacimal             |
| 2                                        | A.D. Fertica de Puntarenas               |
| 3                                        | A.D. San Mateo                           |
| 4                                        | A.D. Esparza                             |
| 5                                        | A.D. Cóbano                              |
| 6                                        | Lepanto F.C                              |
| 7                                        | A.D. Super Dany                          |

| 3.ª. División de Ascenso por (Región 15) | 3.ª. División de Ascenso por (Región 15) |
| ---------------------------------------- | ---------------------------------------- |
| 1                                        | Mata Palo F.C                            |
| 2                                        | A.D. Parrita                             |
| 3                                        | A.D. Cooperativa El Silencio             |
| 4                                        | Garabito F.C                             |

| 3.ª. División de Ascenso por (Región 16) | 3.ª. División de Ascenso por (Región 16) |
| ---------------------------------------- | ---------------------------------------- |
| 1                                        | A.D. Aduanas de Paso Canoas              |
| 2                                        | A.D. Municipal Osa                       |
| 3                                        | A.D. Coto Brus                           |
| 4                                        | C.D. Corredores                          |

## Formato del Torneo
Se jugaron dos vueltas, en donde los equipos debían enfrentarse todos contra todos. Posteriormente se juega una octagonal y cuadrangular final (3.ª. División de Ascenso) para ascender a los nuevos inquilinos para la Liga Superior (Segunda División B por ANAFA 1986).

## Jugadores de excelencia por el Campeonato de Tercera División Cantonal y Regional en Heredia 1985
|                                                                      |                                          |                               |                                                                                        |  |
| Mejores Jugadores de la Eliminatoria 3.ª División de Ascenso (ANAFA) | Jugador                                  | Club de Fútbol Actual 1985-86 | Club de Fútbol Anterior 1984-85                                                        |  |
| Tercera División Cantonal y Regional de ANAFA (Región 9) 1985        | Ademar Vargas                            | Selección de Santa Bárbara    | Selección Atlas Industrial (1.ra. División de Juegos Deportivos Laborales 1984)        |  |
| Tercera División Cantonal y Regional de ANAFA (Región 9) 1985        | William Mejía                            | Selección de Santa Bárbara    | Selección Atlas Industrial (1.ra. División de Juegos Deportivos Laborales 1984)        |  |
| Tercera División Cantonal y Regional de ANAFA (Región 9) 1985        | Ronald Aguilar                           | Selección de Barva            | A.D. Municipal Barva en 3.ra. División Cantonal y Regional de ANAFA (Región 9) 1984    |  |
| Tercera División Cantonal y Regional de ANAFA (Región 9) 1985        | Oscar Garita                             | Selección de Heredia Centro   | C.D. Jorge Muñóz Corea en 3.ra. División Cantonal y Regional de ANAFA (Región 9) 1984  |  |
| Tercera División Cantonal y Regional de ANAFA (Región 9) 1985        | Jorge Villalobos (Goleador con 11 goles) | Selección de San Isidro       | Selección de San Isidro en 3.ra. División Cantonal y Regional de ANAFA (Región 9) 1984 |  |
| Tercera División Cantonal y Regional de ANAFA (Región 9) 1985        | Carlos L. Lobo                           | Selección de San Rafael       | A.D. Municipal Puntarenas en 1.ra. División de UNAFUT, C.R 1984                        |  |

## Entrenadores más capacitados de la Tercera División. Región 9, Heredia
|                                                            |                       |                                     |                                  |  |
| 3.ª División Distrital y Cantonal de Ascenso de ANAFA 1985 | Nombre                | Cargo                               | Club de Fútbol 1985-86           |  |
| Distrito Central de Santa Bárbara                          | Luis Hernández        | Entrenador y Presidente (Dirigente) | Selección de Santa Bárbara 1985  |  |
| Distrito de San Francisco                                  | Oscar Villalobos      | Entrenador y Dirigente              | Selección de Heredia Centro 1985 |  |
| Distrito Central de Barva                                  | Juan Fernando Cordero | Entrenador y Presidente (Dirigente) | Selección de Barva 1985          |  |
| Distrito de San José (San Josecito)                        | Francisco Rodríguez   | Entrenador y Presidente (Dirigente) | Selección de San Isidro 1985     |  |
| Distrito de Mercedes                                       | Carlos Garita         | Entrenador y Presidente (Dirigente) | Selección de Heredia Centro 1985 |  |

Los 16 monarcas regionales clasificados a la ronda final nacional de Tercera División de Ascenso (ANAFA) fueron: A.D. ENVACO, Municipal Guácimo de Guápiles, A.D. Independiente de Santa Rosa de Turrialba, A.D. Asturias de Oreamuno de Cartago, A.D. Alto de La Trinidad de Moravia, Selección de Pérez Zeledón, A.D. Aduana Universal de Barrio México, A.D. Amigos de Puriscal, C.D. España de San Isidro de Heredia, A.D. El Roble de Alajuela, A.D. Muelle Grande de San Carlos, A.D. La Solaina de Tilarán, A.D. Municipal de Cañas, A.D. Santa Elena, A.D. Mata Palo de Aguirre y Aduanas de Paso Canoas.

## Campeones Monarcas Regionales y Nacionales de Tercera División de Costa Rica (3.ª. División de Ascenso por ANAFA 1985)
| Tercera División por ANAFA 1985 | Tercera División por ANAFA 1985 |
| --- | ------------------------------- |
| Campeones Nacionales y Regionales de Tercera División de ANAFA 1985. A.D. ENVACO, A.D. El Roble de Alajuela, A.D. Tilarán, A.D. Municipal Cañas y A.D. Aduana Universal |                                 |

Suben también a Segunda B de ANAFA: A.D. Municipal Osa en lugar de Aduanas de Paso Canoas (Region 16), El Carmen de Cartago por Asturiana de Oreamuno (Region 4) y Centro Deportivo Ubaldo Cháves en vez del Centro de Amigos de Puriscal. 

## Ligas Superiores
- Primera División de Costa Rica 1985

- Campeonato de Segunda División de Costa Rica 1985-1986

- Campeonato de Segunda División B de ANAFA en Costa Rica 1985

## Torneos
| Predecesor: Campeonato 1984 | Tercera División de Ascenso por ANAFA Campeonato 1985 | Sucesor: Campeonato 1986 |